# Mubarizun
Les Mubarizun (en arabe : مبارزون, « duélistes ») formèrent une unité spéciale de l'armée du califat des Rachidoune. Elle était composée de guerriers d'élite, champions du combat à l'épée, à la lance et à l’arc. Dans l'Arabie préislamique, les guerres perso-byzantines firent souvent figurer des duels entre des champions issus des deux armées. Les Mubarizun étaient des duellistes ou des champions au sein de l'armée musulmane. Leur but était de combattre et de vaincre les champions des armées adverses pour décourager des soldats ennemis. 
L'armée musulmane commençait ses batailles par l'équipement de ses soldats, le rassemblement de leurs unités sur leurs positions respectives et le déploiement des Mubarizun. Ils avaient pour instruction de ne pas poursuivre les champions adverses vaincus, pour éviter qu'ils soient mis en déroute par le gros de l'armée ennemie. Après la conclusion des duels, les deux armées se lançaient dans la bataille en tant que telle. Les Mubarizun notables figurent : Khalid ibn al-Walid, Ali ibn Abi Talib, Abdul-Rahman ibn Abi Bakr ou Dhiraar bin Al-Azwar.